# Europees kampioenschap schaatsen 1906
Het Europese kampioenschap allround in 1906 werd van 27 tot 28 januari 1906 verreden in het Eisstadion in Davos.
De titelverdediger was de Fin Johan Vikander, de Europees kampioen van 1905 gewonnen op de ijsbaan Nybroviken in Stockholm. De Noor Rudolf Gundersen werd voor de derde keer kampioen door het winnen van drie afstanden.

## Klassement
| #    | Naam             | Land                | 500m       | 5000m       | 1500m      | 10.000m     |
| ---- | ---------------- | ------------------- | ---------- | ----------- | ---------- | ----------- |
| Goud | Rudolf Gundersen | Noorwegen           | 44,8 (1)   | 9.09,4 (1)  | 2.27,2 (1) | 18.55,2 (2) |
| (2)  | Franz Schilling  | Oostenrijk          | 47,8 (2)   | 9.17,6 (3)  | 2.31,6 (2) | 19.06,4 (3) |
| (3)  | Coen de Koning   | Nederland           | 48,4 (3)   | 9.16,8 (2)  | 2.32.6 (3) | 18.50,2 (1) |
| (4)  | Steven Ashe      | Verenigd Koninkrijk | 56,4 (4)   | 10.19,0 (4) | 2.49,4 (4) | 21.09,0 (4) |
| NC5  | Richard Muser    | Zwitserland         | 57,0 *(5)  | 11.31,8 (5) | 3.09,0 (5) |             |
| NS3  | Albin Rochat     | Zwitserland         | 1.20,0 (6) | 12.08,8 (6) | NS         |             |

* = met val
NC = niet gekwalificeerd
NF = niet gefinisht
NS = niet gestart
DQ = gediskwalificeerd